# Jozef Chovanec
Jozef Chovanec (* 7. März 1960 in Považská Bystrica, Tschechoslowakei) ist ein ehemaliger tschechoslowakischer Fußballspieler und derzeitiger -trainer bzw. -funktionär. Er besitzt die tschechische Staatsbürgerschaft.

## Spielerkarriere
Der ehemalige tschechoslowakische Nationalspieler begann seine Karriere in Dolné Kočkovce. Zur Saison 1978/79 verpflichtete ihn Sparta Prag. Seinen Armeedienst absolvierte er zwischen 1979 und 1981 bei RH Cheb. Anschließend kehrte er nach Prag zurück. 1989 wechselte der Verteidiger zur PSV Eindhoven, mit der er zweimal Niederländischer Meister und Pokalsieger wurde. Er ging 1991 zurück zu Sparta und beendete dort 1995 seine Karriere. Mit Sparta wurde er achtmal Meister. 1986 war er tschechoslowakischer Fußballer des Jahres. Er nahm an der Weltmeisterschaft 1990 in Italien teil.
Chovanec absolvierte 333 Spiele in der 1. Tschechoslowakischen Liga und erzielte 49 Tore. In der 1. Tschechischen Liga spielte er 48-mal, achtmal erzielte er ein Tor. Für die Tschechoslowakei spielte Chovanec 52-mal. Dabei erzielte er vier Tore.

## Trainer- und Funktionärskarriere
Am 6. Spieltag der Saison 1996/97 übernahm Chovanec das Traineramt bei Sparta Prag. Mit der Mannschaft holte er zwei Meistertitel. 1998 wurde er Trainer der tschechischen Fußballnationalmannschaft. Er wurde 1998, 1999 und 2000 zum Trainer des Jahres in Tschechien gewählt.
Nachdem Tschechien in der WM-Qualifikation 2002 an Belgien gescheitert war, trat Chovanec zurück. Von August 2002 bis November 2003 war er Trainer bei Marila Příbram. Anschließend übernahm er dort den Posten des Sportlichen Leiters, den er bis Anfang 2004 innehatte. In der Saison 2005 war er Trainer beim russischen Zweitligisten FK Kuban Krasnodar. Im Januar 2006 trat er das Präsidentenamt bei Sparta Prag an. Von Herbst 2008 bis Herbst 2011 war er wieder Trainer bei Sparta Prag und wurde mit der Mannschaft 2010 tschechischer Meister. In der Saison 2012/13 trainierte Chovanec Baniyas SC aus Abu Dhabi in den Vereinigten Arabischen Emiraten.
In der Saison 2013/14 war er zunächst Sportlicher Leiter beim slowakischen Erstligisten MFK Ružomberok, ehe er im Saisonverlauf auf den Trainerposten wechselte. Im Oktober 2014 folgte er auf František Straka als Trainer bei Slovan Bratislava, wo er bis Anfang April 2015 im Amt war. Seitdem hat er keinen neuen Trainer-Job bekommen.